# Antiche unità di misura del circondario di Bari delle Puglie
Sono qui riportate le conversioni tra le antiche unità di misura in uso nel circondario di Bari delle Puglie e il sistema metrico decimale, così come stabilite ufficialmente nel 1877; non si riportano le unità di misura e di peso stabilite con la riforma del 1840, rese uniformi nell'intero Regno di Napoli.
Nonostante l'apparente precisione nelle tavole, in molti casi è necessario considerare che i campioni utilizzati erano di fattura approssimativa o discordanti tra loro.

## Misure di lunghezza
Nel 1877, oltre alle unità ufficiali del 1840, sono indicate in uso alcune misure abusive.
| Comuni         | Denominazione | Valore   | Unità |
| -------------- | ------------- | -------- | ----- |
| Tutti i comuni | Canna         | 2,109360 | m     |
| Tutti i comuni | Palmo         | 0,263670 | m     |

Per le misure anteriori al 1840 la canna si divide in 8 palmi, il palmo in 12 once, l'oncia in 5 Minuti.
10 palmi fanno una pertica. 7 palmi fanno un passo. 10 passi fanno una catena. 100 catene fanno il miglio.
Come base delle misure agrarie, oltre al passo ordinario di 7 palmi, si usavano pure passi di palmi 5 1/2, 6, 6 1/6, 6 1/4, 6 1/3, 6 1/2, 6 2/3, 7 1/2.
Nel comune di Putignano, forse per alterazione degli antichi campioni, si riteneva il palmo d'uso locale uguale a metri 0,263179 e quindi il passo da terra di palmi 7 uguale a metri 1,842253.

## Misure di superficie
Nel 1877, oltre alle unità ufficiali del 1840, sono indicate in uso alcune misure abusive.
| Comuni | Denominazione                                                                                         | Valore   | Unità |
| --- | --- | -------- | ----- |
| Tutti i comuni | Palmo quadrato                                                                                        | 0,069522 | m²    |
| Bari delle Puglie, Bitritto, Capurso, Carbonara di Bari, Ceglie del Campo, Montrone, Carneto di Bari, Loseto, Sannicandro di Bari, Valenzano | Aratro di 1250 passi quadrati di palmi 6 di lato; Tomolo di 800 passi quadrati di palmi 7 1/2 di lato | 3128,48  | m²    |
| Bitonto, Palo del Colle | Vigna di 2500 passi quadrati di palmi 6 2/3 di lato                                                   | 7724,65  | m²    |
| Noicattaro | Vignale di 2500 passi quadrati di palmi 6 1/2 di lato                                                 | 7343,25  | m²    |
| Rutigliano, Conversano, Casamassima, Turi, Acquaviva delle Fonti, S. Michele di Bari                                                         | Vignale di 2500 passi quadrati di palmi 6 di lato                                                     | 6256,97  | m²    |
| Cisternino, Locorotondo, Fasano, Conversano, Castellana, Monopoli                                                                            | Tomolo di 2500 passi quadrati di palmi 7 di lato                                                      | 8516,43  | m²    |
| Modugno | Aratro di 1250 passi quadrati di palmi 6 2/3 di lato                                                  | 3862,33  | m²    |
| Polignano a Mare | Opera di 1250 passi quadrati di palmi 6 1/3 di lato                                                   | 3485,75  | m²    |
| Mola | Opera di 1250 passi quadrati di palmi 6 1/6 di lato                                                   | 3304,70  | m²    |
| Cellamare, Triggiano | Aratro di 1250 passi quadrati di palmi 6 1/4 di lato                                                  | 3394,62  | m²    |
| Bitetto | Aratro di 1666,666 passi quadrati di palmi 5 1/2 di lato                                              | 3505,05  | m²    |
| Bitetto | Ordine di 50 passi quadrati di palmi 5 1/2 di lato                                                    | 105,15   | m²    |
| Giovinazzo | Vigna di 1600 passi quadrati di palmi 6 2/3 di lato                                                   | 4943,78  | m²    |

La canna quadrata anteriore al 1840 è di soli 64 palmi quadrati.
Nel comune di Putignano si usava per misura agraria un tomolo di 2500 passi quadrati di palmi locali 7 di lato, e ritenuto eguale ad ettari 0,848478. Detto tomolo si divideva in 8 stoppelli.
Nel comune di Fasano il passo quadrato per la misura dei terreni di marina era di soli palmi 6 di lato.
In parecchi comuni del circondario, e segnatamente in quello di Noicattaro, era invalso l'uso di calcolare le antiche misure agrarie sulla base del palmo legale secondo la legge del 1840, in qual caso i ragguagli diversificano da quelli sopra indicati.

## Misure di volume
Nel 1877, oltre alle unità ufficiali del 1840, sono indicate in uso alcune misure abusive.
| Comuni         | Denominazione | Valore | Unità |
| -------------- | ------------- | ------ | ----- |
| Tutti i comuni | Palmo cubo    | 18,331 | L     |

Secondo l'uso anteriore al 1840 mille palmi cubi fanno una pertica cuba, e 512 palmi cubi fanno la canna cuba.
La canna di costumanza per le fabbriche equivale ad un quarto di canna abusiva cuba.
La canna per la legna da fuoco di 256 palmi cubi abusivi equivale a mezza canna abusiva cuba.
Palmi cubi abusivi 9 1/3 fanno la soma per l'arena che si divide in 7 cofani.
Nel comune di Putignano il palmo cubo locale si riteneva eguale a litri 18,2275 e la canna cuba locale eguale a litri 9332,478.

## Misure di capacità per gli aridi
Nel 1877, oltre alle unità ufficiali del 1840, sono indicate in uso alcune misure abusive.
| Comuni         | Denominazione | Valore  | Unità |
| -------------- | ------------- | ------- | ----- |
| Tutti i comuni | Tomolo        | 55,3189 | L     |

Il tomolo, tanto prima che dopo il 1840, si divide in 24 misure.
Nel comune di Noicattaro il tomolo si divideva in 2 mezzetti, il mezzetto in 4 stoppelli, lo stoppello in 2 mezzi, il mezzo in 2 quartulli.

## Misure di capacità per i liquidi
Nel 1877, oltre alle unità ufficiali del 1840, sono indicate in uso alcune misure abusive.
| Comuni                                                                        | Denominazione                    | Valore   | Unità |
| ----------------------------------------------------------------------------- | -------------------------------- | -------- | ----- |
| Bari delle Puglie, S. Michele di Bari                                         | Salma di 240 caraffe di 1 rotolo | 214,2946 | L     |
| Bari delle Puglie, S. Michele di Bari                                         | Salma di 228 caraffe             | 150,7061 | L     |
| Bari delle Puglie, S. Michele di Bari                                         | Caraffa di 24,676 once           | 0,660992 | L     |
| Bitritto, Modugno, Ceglie del Campo, Canneto di Bari, Loseto, Turi, Valenzano | Soma di 256 caraffe              | 169,2139 | L     |
| Bitritto, Modugno, Ceglie del Campo, Canneto di Bari, Loseto, Turi, Valenzano | Caraffa di 24,676 once           | 0,660992 | L     |
| Noicattaro, Bitonto, Sannicandro                                              | Soma di 240 legali               | 174,4980 | L     |
| Rutigliano                                                                    | Soma di 256 caraffe              | 192,0080 | L     |
| Rutigliano                                                                    | Caraffa di 28 once               | 0,750031 | L     |
| Cisternino                                                                    | Soma di 192 caraffe              | 144,0060 | L     |
| Cisternino                                                                    | Caraffa di 28 once               | 0,750031 | L     |
| Locorotondo                                                                   | Barile di 60 caraffe             | 42,4303  | L     |
| Locorotondo                                                                   | Caraffa di 26 2/5 once           | 0,707172 | L     |
| Fasano, Monopoli                                                              | Soma di 180 caraffe              | 130,1840 | L     |
| Fasano, Monopoli                                                              | Caraffa di 27 once               | 0,723244 | L     |
| Mola, Cellamare                                                               | Soma di 256 caraffe              | 178,2931 | L     |
| Mola, Cellamare                                                               | Caraffa di 26 once               | 0,696458 | L     |
| Conversano                                                                    | Soma di 240 caraffe              | 158,6380 | L     |
| Conversano                                                                    | Caraffa di 24,676 once           | 0,660992 | L     |
| Montrone                                                                      | Soma di 240 caraffe              | 180,0075 | L     |
| Montrone                                                                      | Caraffa di 28 once               | 0,750031 | L     |
| Castellana                                                                    | Soma di 240 caraffe              | 173,5785 | L     |
| Castellana                                                                    | Caraffa di 27 once               | 0,723244 | L     |
| Polignano a Mare                                                              | Soma da mosto di 160 caraffe     | 115,7191 | L     |
| Polignano a Mare                                                              | Soma da vino di 150 caraffe      | 108,4867 | L     |
| Polignano a Mare                                                              | Caraffa di 27 once               | 0,723244 | L     |
| Palo del Colle, Casamassima                                                   | Soma di 256 caraffe              | 164,5783 | L     |
| Palo del Colle, Casamassima                                                   | Caraffa di 24 once               | 0,642884 | L     |
| Capurso                                                                       | Barile di 228 caraffe            | 164,8997 | L     |
| Capurso                                                                       | Caraffa di 27 once               | 0,723244 | L     |
| Carbonara di Bari                                                             | Barile di 228 caraffe            | 171,0071 | L     |
| Carbonara di Bari                                                             | Caraffa di 28 once               | 0,750031 | L     |
| Triggiano                                                                     | Soma di 240 caraffe              | 214,2946 | L     |
| Triggiano                                                                     | Caraffa di un rotolo             | 0,892894 | L     |
| Sannicandro di Bari                                                           | Soma di 256 caraffe              | 171,4357 | L     |
| Sannicandro di Bari                                                           | Caraffa di 25 once               | 0,669671 | L     |
| Giovinazzo                                                                    | Barile di 64 quartucci           | 41,1446  | L     |
| Giovinazzo                                                                    | Quartuccio di 24 once            | 0,642884 | L     |
| Acquaviva delle Fonti                                                         | Soma di 264 caraffe              | 169,7213 | L     |
| Acquaviva delle Fonti                                                         | Caraffa di 24 once               | 0,642884 | L     |
| Bitetto                                                                       | Salma di 256 caraffe             | 186,2935 | L     |
| Bitetto                                                                       | Caraffa di 27 1/6 once           | 0,727709 | L     |

I pesi indicati perle misure del vino sono quelli del volume di acqua distillata che dovevano contenere, e non servono che di nomenclatura distintiva.
Nel comune di Putignano si usavano una soma di 250 caraffe per il vino chiaro, ritenuta uguale a litri 179,2; una soma di 266 caraffe per il vino mosto cotto, ritenuta uguale a litri 186,2; ed una soma di 285 caraffe per il vino mosto crudo, ritenuta uguale a litri 199,5.
Il municipio di Fasano accenna che ritenendosi nella consuetudine la caraffa come uguale a litri 0,73, si faceva la soma da vino eguale a litri 131,40.
Nel comune di Monopoli si usava una salma da mosto di 15 quarte, ed una soma da vino di 12 quarte. La quarta era di 15 caraffe. Nell'uso comune si considerava la quarta da vino uguale a litri 11,2.
| Comuni                                                                          | Denominazione                        | Valore   | Unità |
| ------------------------------------------------------------------------------- | ------------------------------------ | -------- | ----- |
| Bari delle Puglie, Cellamare                                                    | Staio di rotoli 21 1/9 = 18,810 kg   | 20,5957  | L     |
| Bitonto                                                                         | Salma di rotoli 200 = 178,199 kg     | 195,1174 | L     |
| Rutigliano, Modugno, Canneto di Bari, Noicattaro, Montrone, Sannicandro di Bari | Staio di rotoli 20 = 17,820 kg       | 19,5117  | L     |
| Cisternino                                                                      | Staio di rotoli 10,2 = 9,088 kg      | 9,950988 | L     |
| Locorotondo, Fasano, Mola, Giovinazzo, Putignano                                | Staio di rotoli 10 1/3 = 9,207 kg    | 10,0811  | L     |
| Bitritto, Palo del Colle, Loseto, Acquaviva delle Fonti                         | Staio di rotoli 20 2/3 = 18,414 kg   | 20,1621  | L     |
| Conversano                                                                      | Salma di rotoli 216 2/3 = 193,049 kg | 211,3772 | L     |
| Polignano a Mare, Monopoli, Castellana                                          | Staio di rotoli 10 = 8,910 kg        | 9,755870 | L     |
| Capurso, Triggiano                                                              | Staio di rotoli 20 1/2 = 18,265 kg   | 19,9995  | L     |
| Turi                                                                            | Quartara di rotoli 11 = 9,801 kg     | 10,7315  | L     |
| Carbonara di Bari, Ceglie del Campo, Valenzano                                  | Staio di rotoli 21 1/3 = 19,008 kg   | 20,8125  | L     |
| Casamassima                                                                     | Staio di rotoli 20,7 = 18,444 kg     | 20,1947  | L     |

I pesi indicati per le misure dell'olio sono quelli del volume di olio che devo in esso contenersi, giacché nel sistema metrico napoletano l'olio si misurava a peso e non a capacità.
Nel comune di Noicattaro 10 staia da olio formavano una soma da olio.

## Pesi
| Comuni         | Denominazione | Valore  | Unità |
| -------------- | ------------- | ------- | ----- |
| Tutti i comuni | Rotolo        | 890,997 | g     |
| Tutti i comuni | Libbra        | 320,759 | g     |

Secondo la legge del 1840 cento rotoli fanno un cantaro; il rotolo è di once 33 1/3 e si divide in 1000 trappesi.
La libbra si divide in 12 once, l'oncia in 30 trappesi.
Secondo l'uso anteriore alla legge del 1840 cento libbre fanno un cantaro piccolo.
Secondo la varietà dei luoghi e delle merci si usano pure rotoli di Once 30, 36, 39, 42, 44, 48, 52 e 56.
Gli orefici dividono l'oncia in 30 trappesi ed il trappeso in 20 acini.
I gioiellieri dividono l'oncia in 130 carati, il carato in 4 grani, il grano in 16 sedicesimi.
I farmacisti dividono l'oncia in 10 dramme, la dramma in 3 scrupoli, lo scrupolo in 2 oboli, l'obolo in 10 acini o grani.
Dramme 1 1/2 formano il peso aureo.
40 rotoli fanno un peso per la calce.
4 rotoli fanno una decina, peso della lana.

## Territorio
Nel 1874 nel circondario di Bari delle Puglie erano presenti 32 comuni divisi in 19 mandamenti.
- Acquaviva delle Fonti • Acquaviva delle Fonti
- Bari delle Puglie • Bari delle Puglie
- Bitetto • Bitetto
- Bitonto • Bitonto
- Canneto di Bari • Canneto di Bari, Loseto, Montrone, Sannicandro di Bari, Valenzano
- Capurso • Carbonara di Bari, Capurso, Ceglie del Campo, Cellamare, Triggiano
- Casamassima • Casamassima
- Castellana • Castellana
- Conversano • Conversano
- Fasano • Fasano
- Giovinazzo • Giovinazzo
- Locorotondo • Cisternino, Locorotondo
- Modugno • Bitritto, Modugno
- Mola di Bari • Mola di Bari
- Monopoli • Monopoli, Polignano a Mare
- Palo del Colle • Palo del Colle
- Putignano • Putignano
- Rutigliano • Noicattaro, Rutigliano
- Turi • San Michele di Bari, Turi